# Атаман Платов (поезд)
Атаман Платов — пассажирский фирменный поезд № 641/642, следующий по железнодорожному сообщению Ростов-на-Дону — Адлер. Поезд состоит из 20 пассажирских вагонов, вагона-ресторана и багажного вагона.
Ранее под таким названием ходил скорый поезд № 99/100 «Москва — Ростов-на-Дону», ныне отменён.

## Краткие характеристики
- Категория поезда: Пассажирский
- Фирменность: Фирменный, с июля 2009 г
- Дорога формирования: СКЖД
- Место формирования: Вагонное депо Ростов
- Составность: Плацкарт, Купе, Купе с услугами, СВ, Купе с буфетом
- Маршрут следования: Ростов — Батайск — Краснодар-1 — Горячий ключ — Туапсе — Сочи — Адлер[1]
- Отправление: Из Ростова — в 20:55, из Адлера — в 19:18
- Прибытие: В Ростов — в 07:16, в Адлер — в 08:42

## История
Впервые данный поезд был пущен в эксплуатацию в 70-х годах XX века. Поезд был нефирменный. Маршрут поезда пролегал через станции: Тихорецкая, Кавказская, Армавир-Туапсинский, Белореченскую.
После открытия участка Краснодар-1 — Туапсе-Пассажирская в 1984 году поезд был переведён на новый маршрут, через станцию Горячий Ключ.
В 2006 году цвет вагонов был изменён на серо-синий, как у поездов «Тихий Дон» и «Атаман Платов», но при этом поезд остался нефирменным.
В 2009 году на РЖД были произведены некоторые изменения. Назначаются новые поезда, класса «Премиум» вместо некоторых фирменных. Поезд «Тихий Дон» также был переведён в поезд данного класса. Вместо него такое название стал иметь поезд 99/100. А поезд 641/642 стал фирменным и ему было присвоено название, с которым он курсирует и сейчас — «Атаман Платов», от поезда № 99/100.
13 декабря 2017 года поезд отправился с двухэтажными вагонами

## Расписание движения поезда
| Прибытие | Отправление | Станция        | Прибытие | Отправление |
| -------- | ----------- | -------------- | -------- | ----------- |
|          | 20:53       | Ростов-Главный | 07:16    |             |
| 07:59    |             | Адлер          |          | 20:12       |